# کاروی سیتیا
کاروی سیتیا (مجاری: Károly Szittya; ۱۸ ژوئن ۱۹۱۸ – ۹ اوت ۱۹۸۳) بازیکن واترپلو اهل مجارستان بود.